# Эль-Трапиче
Эль-Трапиче (исп. El Trapiche) — руины города цивилизации майя в Сальвадоре. Руины представляют собой значительную ценность для науки и признаны историко-архитектурным памятником национального значения.

## История
Древнее название города неизвестно. Он был основан в самом начале доклассического периода, около 1200 года до н. э. По одной из версий, его основали ольмеки как торговую факторию для вывоза с этого места какао, металлов и других товаров. Целое тысячелетие город процветал и вёл активную торговлю (прежде всего с Каминальхуйу). Со временем город стали населять представители цивилизации майя, ассимилировав ольмеков. Вместе с тем сохранялось влияние ольмеков на культуру города.
Расцвет города пришёлся на X—XI века до н. э. Впрочем, около II века до н. э. поселение было оставлено из-за постоянных извержений вулкана Илопанго. В конце концов Эль-Трапиче был засыпан вулканической пылью.

## Описание
Руины расположены на окраине города Чальчуапа. Архитектурный стиль соответствует ольмекскому периоду, и имеет много общего с сооружениями города Ла-Венты.
На рубеже II и I тысячелетий до н. э. была сооружена первая версия структуры Е3-1. В период между 900 и 500/400 годами до н. э. в Эль-Трапиче были построены монументальные сооружения, структура Е3-1 достигла высоты 20 м. Около 200 года до н. э. пирамида Е3-1 была расширена и надстроена, на её вершине были сведены лестницы из адобов. Перед пирамидой была создана масштабную площадь размером 0,5×1 км. По периметру площади были сооружены многочисленные платформы, облицованные камнем.
В середине доклассического периода появились первые памятники монументальной скульптуры. Стела 12 изображает встречу четырёх человек, из которых трое стоят, а четвёртый сидит. Все они носят головные уборы, ожерелья и серьги, а в руках держат жезлы, вероятно, символы власти.
Стела I с большим, но сильно испорченным иероглифическим текстом позволила Яну Грэхему выдвинуть гипотезу о возможном происхождении письменности майя именно из этого города. Сейчас на ней можно различить цифру и знак WINIK (20-дневный месяц календаря майя).
На обнаруженном фрагменте ранней майяской стелы изображен сидящий жрец или правитель в чрезвычайно пышном головном уборе из перьев. Правая рука его упирается в землю, а в вытянутой вперед левой он держит большую голову ягуара, украшенную свисающим перьями. В верхней части стелы находится большая (не менее 10 столбцов) иероглифическая надпись.
В кургане вместе с фрагментами последней стелы найдена голова ягуара, изготовленная из камня. В дальнейшем этот стиль распространился среди майя классического периода.

## История исследований
В 1957 году археологический отдел Института Карнеги рекомендовал Музею Пибоди при Гарвардском университете начать раскопки левобережья реки Пасьон. Проведённое в течение 1958—1963 годов археологическое исследование окружающего района выявило несколько неизвестных майяских городищ, в частности Эль-Трапиче.